# Smolinka
Smolinka en ruso: Смолинка, es una variedad cultivar de ciruelo (Prunus domestica), de las denominadas ciruelas europeas,
una variedad de ciruela obtenida en el "Instituto Panruso de Selección y Tecnología de Horticultura y Viveros". Las frutas tienen un tamaño grande, son de forma ovalada ovoidea, simétrico; piel de grosor medio, con color rojo púrpura, con una gruesa capa de pruina azulada, y pulpa de color verde amarillento, densa, dulce y de sabor armonioso.

## Sinonimia
- "Смолинка",
- "Слива Смолинка",
- "Sliva Smolinka".[4][5]

## Historia
'Smolinka' es una variedad de ciruela creada por el equipo de obtentores formado por H.K. Yenikeev, y S.N. Satarova en el "Instituto Panruso de Selección y Tecnología de Horticultura y Viveros" mediante el cruce de la variedad 'Ochakovskaya Zheltaya' como "Parental Madre" x el polen de la variedad 'Renklod Ullensa' como "Parental Padre".
'Smolinka' está inscrita en el "Registro Estatal" para la Región Central de Rusia desde 1990.

## Características
'Smolinka' es un árbol vigoroso, de 5 a 5,5 m. La copa es ovalada. El color de la corteza del tronco es marrón, la superficie de la corteza es rugosa, la frecuencia de las lenticelas es media. El brote es ligeramente curvado, el tamaño de los entrenudos es medio. El capullo floral es ovoide, el capullo vegetativo es cónico. En el limbo foliar la forma de la base es redondeada cuneiforme, la longitud es de 9,5 cm, la anchura es de 6,5 cm, los bordes más cercanos a la parte superior están curvados hacia arriba, la consistencia es superior a la media, no hay pubescencia. La cantidad de dentado es media. El pecíolo tiene antocianina, las glándulas son grandes, el color es amarillo verdoso. Las estípulas están disecadas, de longitud media, de color verde claro. Con respecto a la flor el número de yemas es 2, la corola tiene forma de platillo, el diámetro de la corola es grande, la longitud de los pétalos es de 14 mm, la anchura es de 11 mm, el tamaño (largo x ancho) es de 154 mm², las yemas y los pétalos son blancos, sin ondulación, el pistilo mide 17 mm de largo, el estilo es recto, el estigma es redondeado, la pubescencia en el cáliz está ausente. El sépalo es ovoide, la longitud del sépalo es de 7 mm, la anchura es de 6 mm. El final del crecimiento de los brotes ocurre en la tercera decena de junio, y la vegetación, en la primera decena de octubre. La resistencia al calor es media.
'Smolinka' tiene frutos de tamaño grande (peso promedio de 35 gr.) de forma ovalada ovoidea, simétrico; piel de grosor medio, con color rojo púrpura, con una gruesa capa de pruina azulada; puntos ligeramente visibles; la sutura ventral está poco desarrollada; el pedúnculo es de longitud media, con una longitud de 15 mm, y un grosor de 1,5 mm, siendo la fijación del pedúnculo al fruto media; la pulpa es de color verde amarillento, densa, dulce y de sabor armonioso. El contenido de azúcar es del 11,82%, el índice de acidez del azúcar es del 15,2, la pectina es del 0,8%.
Hueso es semi adherente, ovalado, tamaño mediano con la parte superior puntiaguda, la base es estrechamente redondeada, la sutura dorsal está abierta, la sutura ventral es mediana, la nervadura central es de expresión media, las nervaduras laterales son claramente visibles, la quilla es pequeña, perceptible en la mitad inferior del hueso, en forma de una excrecencia arqueada en forma de placa, la superficie es tuberculada picada.
El fruto madura en la segunda decena de agosto. Los frutos son transportables.

## Usos
Los frutos son adecuados tanto para el consumo en fresco como para diversos tipos de procesamiento, entre otros, mermelada, conservas.
Apto para la horticultura de jardinería como ornamental por el porte del árbol con sus atractivos  frutos uniformes.